# FN P90
A FN P90 (também conhecido como FN Project 1990 PDWS) é uma submetralhadora de defesa pessoal compacta de 5,7×28mm, projetada e fabricada pela FN Herstal, na Bélgica. Criado em resposta aos pedidos da Organização do Tratado do Atlântico Norte (OTAN) para a substituição de armas de fogo 9x19mm Parabellum, a P90 foi projetado como uma arma de fogo compacta, mas poderosa para tripulações de veículos, operadores de armas servidas pela tripulação, pessoal de apoio, forças especiais e grupos antiterrorismo.
Projetada em conjunto com a pistola FN Five-seven e a munição FN 5.7x28mm da OTAN, o desenvolvimento da arma começou em 1986 e a produção começou em 1990 (derivando o "90" em sua identificação), após o que a munição de 5,7 × 28 mm foi reprojetada e encurtada. Uma versão modificada do P90 com um carregador adaptado para usar a nova munição foi introduzida em 1993, e a pistola Five-seven foi posteriormente introduzida como uma arma de companhia usando a mesma munição de 5,7 × 28 mm.
Apresentando um design bullpup compacto com uma visão reflexa integrada e controles totalmente ambidestros, a P90 é uma arma não convencional com uma aparência futurista. Seu design incorpora várias inovações, como um carregador exclusivo montado no topo e a munição FN de pequeno calibre e alta velocidade de 5,7 × 28 mm. Recursos integrados adicionais incluem mira laser visível ou infravermelho intercambiável e fonte de luz de trítio.
Está atualmente em serviço com forças militares e policiais em mais de 40 países, como Áustria, Brasil, Canadá, França, Grécia, Índia, Malásia, Polônia e Estados Unidos. Nos Estados Unidos, está em uso por mais de 200 agências de aplicação da lei, incluindo o Serviço Secreto Americano (USSS). Embora desenvolvido e inicialmente comercializado como uma PDW, também pode ser considerado uma submetralhadora ou um fuzil de assalto compacto. Nos Estados Unidos, o fogo seletivo padrão P90 é restrito a militares, policiais ou detentores de certas Licenças de Armas de Fogo Federais (FFL) com o Imposto Ocupacional Especial (SOT). Desde 2005, uma versão semi-automática foi oferecida a usuários civis como o PS90.